# Serianus salomonensis
Serianus salomonensis är en spindeldjursart som beskrevs av Beier 1966. Serianus salomonensis ingår i släktet Serianus och familjen Garypinidae. Inga underarter finns listade i Catalogue of Life.